# Kloster L’Estrée
Das Kloster L’Estrée (Notre-Dame de l’Estrée; Strata) ist eine ehemalige Zisterzienserabtei in der französischen Gemeinde Muzy im Département Eure, Region Normandie, am Ufer des Flüsschens Avre. Das Kloster liegt rund sechs Kilometer nördlich von Dreux, unweit des Klosters Breuil-Benoît.

## Geschichte
Das Kloster wurde 1145 von Rahier, dem Herren von Muzy, und Amauri, dem Herren von Mesnil, gegründet und mit Mönchen aus der Primarabtei Pontigny besetzt. Im Hundertjährigen Krieg fiel es in Ruinen. 1684 wurde es mit Zisterziensernonnen aus dem Kloster La Colombe in Longwy wiederbesetzt. Kirche, Kreuzgang und verschiedene Gebäude wurden 1803 abgebrochen. Die erhaltenen Gebäude dienten einer Druckerei.

## Bauten und Anlage
Erhalten sind das Abtshaus, ein 1764 restauriertes Taubenhaus, die Mühle und Reste der Porte Notre-Dame. Die Kirche von Mesnil-sur-l’Estrée birgt Holzarbeiten aus dem 18. Jahrhundert, außerdem sind in der Umgebung noch mehrere Kapitelle zu finden.